# Praxeliopsis
Praxeliopsis, monotipski rod  glavočika iz podtribusa Praxelinae, dio tribusa Eupatorieae. Opisan je 1950. godine. Jedina vrsta je  P. mattogrossensis sa mato Grossa i Bolivije.

## Opis
Rod Praxeliopsis uključuje jednu vrstu poznatu samo iz zbirke tipova iz Mato Grossa, Brazil. Rod podsjeća na Praxelis, ali se razlikuje po odsutnosti dodatka prašnika, kao i smanjenju papusa na 5 čekinja.

## Sinonimi
Nema.